# سید جمال‌الدین اسدآبادی
سید جمال‌الدین اسدآبادی (۱۲۱۷–۱۹ اسفند ۱۲۷۵ خورشیدی) (همچنین مشهور به سید جمال‌الدین افغانی) اندیشمند سیاسی و مبلغ اندیشه اتحاد اسلام بود؛ همچنین از اولین نظریه پردازان بنیادگرایی اسلامی محسوب می‌شود. گفته می‌شود که جد سی‌ام وی حسین بن علی، پیشوای سوم شیعیان جعفری است.
سید جمال‌الدین اسدآبادی اولین متفکر مدرن و فعال اجتماعی بود که نسبت به بیماری‌های اجتماعی جوامع مسلمان و ضعف‌های موجود در آن هشدار داد؛ و در مقابل قدرت‌های غربی اسلام گرائی را تبلیغ نمود. تأثیر او بر کشورهای اسلامی، مخصوصاً افغانستان، ایران و مصر شایان توجه است.

## ملیت

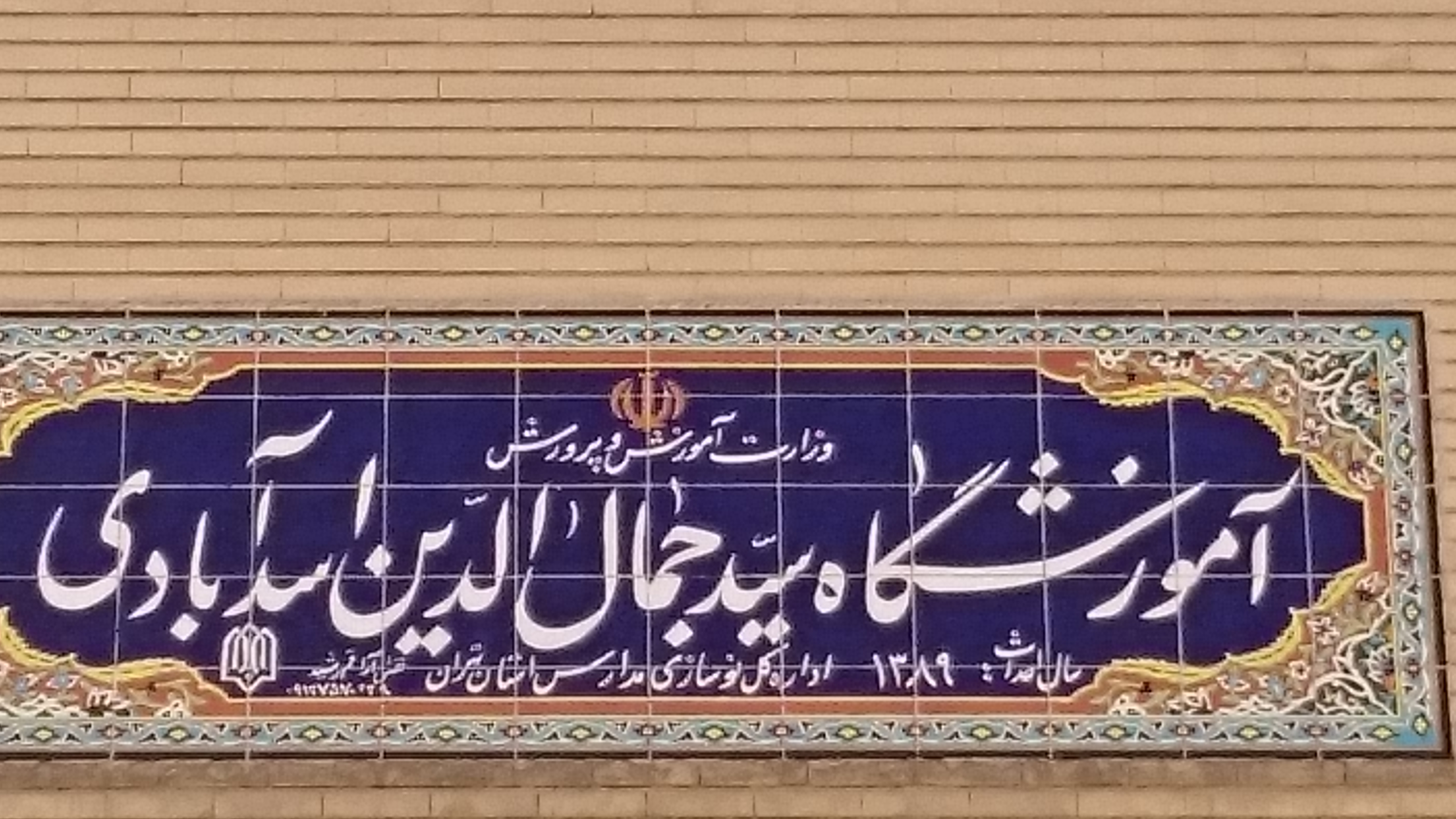
نام سید جمال‌الدین اسدآبادی به عنوان اسم مدرسه، بر روی دیوار

گلدزیهر و جُمیِر می‌نویسند: «بنابر گزارش خودش، او متولد اسعدآباد در ولایت کنر، در شرق افغانستان بود.» نیکی کدی معتقد است که او در روستای اسدآباد، نزدیک همدان، در خانواده محلی سادات به دنیا آمده است. محمد عبده شاگرد و همکار سید جمال‌الدین و مترجم کتاب نیچریه وی به زبان عربی، در مقدمه ترجمه کتاب می‌نویسد، سید جمال‌الدین به دو علت در دولت افغانستان به مقام‌های وزارت رسید (نه در ایران): اول اینکه بتواند در کشورهای عربی خود را سنی معرفی کند و به هدف‌هایش برسد. دوم اینکه خود را از دست مقررات سختی که دولت ایران برای اتباعش در خارج قرار داده بود برهاند. یرواند آبراهامیان نیز معتقد است وی پس از مهاجرت به استانبول برای مخفی کردن زمینه شیعه خود، نام افغان را برگزید.
آرتور آرنولد روزنامه‌نگار انگلیسی، در مصاحبه‌ای با سید، که با عنوان «اصلاح دینی در اسلام» در روزنامهٔ پال مال به چاپ رسیده است، از قول او می‌نویسد: «من یک افغانی از خالص‌ترین نژاد ایرانی هستم». در پایانِ نامه‌ای که سید در رجب ۱۲۸۵ از کابل نوشته، خود را «الغریب فی البلدان و الطرید عن الاوطان» خوانده، و در نامهٔ دیگری نیز که در همان تاریخ از کابل نوشته، اعتراف کرده است که انگلیسی او را روسی، سنی او را رافضی، شیعه او را ناصبی و … می‌دانند، و می‌افزاید: «نه کافر به خود می‌خواند و نه مسلم از خود می‌داند؛ از مسجد مطرود و از دیر مردود، حیران شده‌ام که به کدام آویزم و با کدام به مجادله برخیزم …»
در دائره‌المعارف بزرگ اسلامی دربارهٔ ملیت وی حداقل از ۳ منبع نقل قول یاد شده است:
 زندگانی ۳ دههٔ نخست جمال‌الدین اسدآبادی، زوایای ناشناختهٔ بسیاری دارد. همین قدر می‌دانیم که خانوادهٔ او نسبتی با اسدآباد همدان داشته است؛ اما معلوم نیست که آن‌ها از افغانستان به اسدآباد مهاجرت کرده‌اند یا اسدآبادی بوده‌اند یا به ادعای برخی، پس از تولد جمال‌الدین، به افغانستان مهاجرت کرده‌اند. محیط طباطبایی، اسدآباد را شهرکی بر سر راه همدان به کرمانشاه دانسته، و گفته است که گروهی از سادات حسینی از سدهٔ ۸ ق / ۱۴م در آن محل اقامت داشته‌اند. صفات‌الله جمالی، نوهٔ خواهر جمال‌الدین، در مقدمه‌ای بر مقالات جمالیه، سید جمال‌الدین را ایرانی‌تبار دانسته، و نوشته است که «محقَّق است که جدِّ کبارش از سنهٔ ۶۷۳ ق در اسدآباد توطن و سکنا داشته»، و برخی از نیاکان و اجداد او نیز در نزدیکی امام‌زاده احمد در محلهٔ سیدان به خاک سپرده شده‌اند. گفته‌اند که پدر جمال‌الدین، سید صفدر، مردی اهل فضل بوده و با شیخ مرتضی انصاری و شیخ احمد احسایی مراوداتی داشته است.
جمالی دربارهٔ انتساب جمال‌الدین به افغانستان و شهرت او به افغانی - با بیان این نکته که چنین ادعایی قانع‌کننده نیست - می‌نویسد که در زمان نوشته‌شدن مقدمه، کسان بسیاری از «اقوام و بستگان سید در اسدآباد» زندگی می‌کرده‌اند؛ از این‌رو، «ایرانی‌بودن سید، اظهر من الشمس و ابین من الامس است».
نویسندگان دیگری او را از مردم افغانستان دانسته، و گفته‌اند که سید در قریهٔ اسعدآبادِ کَنَر، یا کُنَر در حومهٔ کابل متولد شده، و نسب او از طریق سید علی ترمذی، محدث شیعی، به امام حسین می‌رسیده است. اطلاعات نویسندگان افغانی، به خلاف نویسندگان ایرانی، ظاهراً در مواردی، از دقت بیشتری برخوردار است، اما فاقد پشتوانه‌ای از اسناد تاریخی است. برابر این اطلاعات، سید صفدر، پدر جمال‌الدین، «از طرف امرای کابل به دادن معاشی نوازش می‌شده» است. در زمانی که جمال‌الدین ۸ سال بیشتر نداشت، امیر دوست محمد خان، شاه افغانستان، بر سید صفدر خشم گرفت و خانوادهٔ او را به اقامت در کابل مجبور کرد.

## کودکی و نوجوانی
او از پنج سالگی به فراگیری دانش نزد پدر خود در خانه پرداخت، سپس توسط پدرش برای تحصیل بیشتر به قزوین، سپس تهران و در حالی که جوان بود، به عتبات، شهرهای زیارتگاه شیعیان در عراق فرستاده شد. به استناد رهبران شیعی، او تحت تأثیر مکتب شیعه قرار گرفته بود. اسدآبادی تحت تأثیر افکار فیلسوف‌های مسلمان، از جمله ابن‌سینا، خواجه نصیرالدین طوسی و ملاصدرا قرار گرفت.

## جوانی
سید جمال‌الدین در سن ۱۸ سالگی در اکثر علوم رایج در آن زمان به مقام عالی رسید. بعد به هندوستان و حجاز و مکه سفرهایی کرد و سرانجام به افغانستان مراجعت نمود؛ و در آنجا شریک اسرار دوست محمد خان امیر افغانستان شد. در جنگ هرات نیز همراه او بود. سپس به مصر رفت و با دانشمندان آنجا همنشین شد. او در مصر به خاطر دانش و کمالاتش بسیار معروف شد و در جامع ازهر منطق و فلسفه درس می‌داد. شیخ محمد عبده و گروهی از فضلای مصر در کلاس او حضور داشتند.
نظریات سازنده او در زمان امیر شیر علی خان، پادشاه افغانستان باعث پیشرفت‌های شگرفی در زمینه‌های مختلف از جمله بلند بردن آگاهی عامه می‌شود.

## در هندوستان
سید جمال در ۱۲۵۴ هجری قمری، بنا به دستور شیخ انصاری عازم هندوستان شد و ضمن آشنایی با علوم جدید، سعی کرد تا مردم و خصوصاً مسلمانان را علیه استعمار انگلستان بسیج کند.

## در مصر
در مصر با استقبال برخی مقامات دولتی روبرو شد و شروع به تدریس و تبلیغ کرد. بسیاری از نویسندگان و روشنفکران مصر از او بهره بردند و شیخ محمد عبده مفتی بزرگ مصر او را همچون استاد خود می‌دانست. در تحولات سیاسی مصر نقش مؤثر داشت و به همین دلیل پس از مدتی به کوشش نمایندگان خارجی که منافع خود در مصر را در خطر می‌دیدند او را از مصر بیرون کردند و به هند رفت. مدتی او را در کلکته زیر نظر حکومت انگلیسی هند نگاه داشتند و بعد که اجازه یافت از راه دریای سرخ به اروپا رفت.

## سفر به اروپا، بازگشت به ایران و اخراج توسط ناصرالدین‌شاه
در لندن و پاریس مورد توجه مقامات سیاسی اروپا بود. در پاریس با همکاری شیخ محمد عبده به انتشار روزنامه عروةالوثقی مبادرت نمود؛ که فقط ۱۸ شماره از آن منتشر شد. با نشر مقالات اندیشه‌های خود در مورد اتحاد اسلام را می‌پراکند. بالاخره به حجاز سفر کرد و از بوشهر به ایران وارد شد و به تهران رفت و در خانه محمدحسن امین‌الضرب ساکن شد.
چند بار با ناصرالدین‌شاه ملاقات کرد و از ضرورت قانون گفت ولی شاه سخنان او را نپسندید و پس از مدتی امر به اخراج او از ایران کرد. از راه مازندران به قفقاز و بعد به مسکو و پترزبورگ رفت. در سفری که به مونیخ رفت با ناصرالدین‌شاه و میرزاعلی‌اصغر اتابک ملاقات داشت و به دعوت آنان دوباره به ایران بازگشت. مدتی در شاه‌عبدالعظیم بود که باز به دستور شاه او را از ایران بیرون کردند. به بغداد و بصره سپس به اروپا رفت.
سیدجمال‌الدینِ معروف را از حضرت عبدالعظیم گرفته، بردند سرحد کرمانشاهان؛ دیده بودند که این مرد ختنه نکرده بوده است؛ مرد مفسدی بود.— ناصرالدین شاه قاجار، روزنامه خاطرات ناصرالدین شاه قاجار از ربیع‌الاول ۱۳۰۸ تا ربیع‌الثانی ۱۳۰۹؛ به کوشش مجید عبدامین و نسرین خلیلی تهران؛ انتشارات دکتر محمود افشار، ۱۳۹۷

## در عثمانی
سلطان عبدالحمید او را به استانبول دعوت کرد و امیدوار بود از نفوذ او برای اداره کشورهای اسلامی امپراتوری عثمانی بهره گیرد.
در استانبول میرزا آقاخان کرمانی و شیخ احمد روحی و خبیرالملک به تشویق او به نشر مطالب علیه شاه و اتابک پرداختند. پس از کشته شدن ناصرالدین‌شاه به دست میرزا رضای کرمانی که از مریدان او بود، دولت ایران خواستار تحویل او شد ولی مقامات عثمانی نپذیرفتند.

## همفکران و مریدان
یاران و همراهان سید جمال‌الدین و میرزا ملکم خان، در ایران و عثمانی، بیشتر از فعالان بابی ازلی ضد قاجار بودند.
علی محمد فره وشی خود و میرزا آقاخان کرمانی، شیخ احمد روحی، میرزا حسن خان خبیرالملک، میرزا رضای کرمانی، شیخ ابوالقاسم روحی را از یاران و مریدان او نام برده است.

## ترور ناصرالدین‌شاه
شیخ ابوالقاسم روحی، میرزا رضای کرمانی با دستور سید جمال‌الدین و حوزه اتحاد اسلام استامبول، به قصد کشتن ناصرالدین‌شاه حرکت کرده بودند که در نهایت میرزا رضا موفق به اینکارشد.
اسدآبادی  پس از مدتی از چشم سلطان افتاد و مواجب او را قطع کردند و با فقر زندگی می‌کرد تا این‌که به سرطان فک مبتلا شد و او را جراحی کردند و در ۱۲۷۵ هجری شمسی (۹ مارس ۱۸۹۷ میلادی) در استانبول درگذشت و در گورستان شیوخ دفن گردید. علاوه بر دیدگاه شماری از پژوهشگران، برخی از یاران سید هم عقیده دارند که سید توسط اعوان سلطنت قاجاری- در تلافی ضدیت با نظام قاجار و قتل ناصرالدین‌شاه -مسموم شده و به قتل رسیده است.
بنا به درخواست دولت افغانستان مبنی بر انتقال کالبد او، این درخواست از سوی دولت عثمانی مورد قبول واقع شد و در سال ۱۲۸۴ پیکر سید جمال‌الدین از استانبول به کابل منتقل شد و در دانشگاه کابل دفن گردید که با دفن تابوت او در این محل، نام دارالفنون به آنجا گذاشته شد و در زمان سلطنت محمد ظاهرشاه در سال ۱۳۱۱ سازه بلندی از سنگ آبنوس سیاه بالای آن ایجاد گردید.

مقبره جمال الدین اسدآبادی در دانشگاه کابل
سنگ قبر جمال الدین اسدآبادی در دانشگاه کابل
مقبره جمال الدین اسدآبادی در دانشگاه کابل

## اتهام جاسوس بودن و جنجال‌ها پیرامون ماهیت سیدجمال

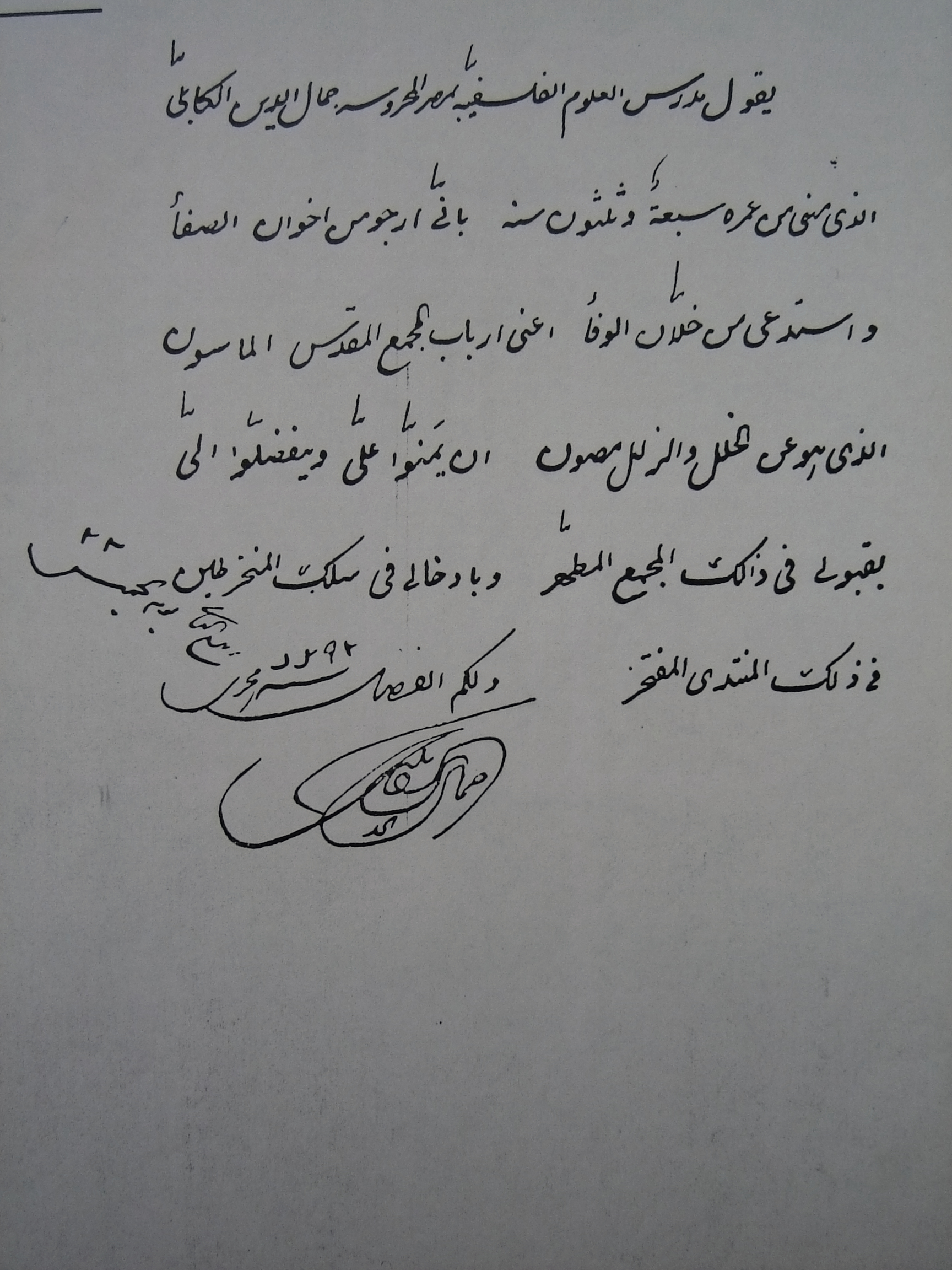
دستخط اسدآبادی. تقاضای عضویت در لژ فراماسونری مصر

در بعضی منابع سید جمال‌الدین مأمور دولت انگلیس و فراماسون و در خدمت منافع انگلیس معرفی شده است. در نقطه مقابل مراجع دیگری او را حامی منافع یا مأمور دولت روسیه و ضد منافع بریتانیا معرفی کرده‌اند.
نیکی کدی در دانشنامه ایرانیکا می‌نویسد که سید جمال در زمانی که به افغانستان می‌رود خود را سید رومی یا استانبولی و اهل استانبول معرفی می‌کرده است. جمال‌الدین در کابل با احترام توسط امیر کابل پذیرفته می‌شود و به سمت مشاور امیر برگزیده می‌شود. به‌گفتهٔ نیکی کدی این احتمالاً به سبب نامه محرمانه‌ای بوده که او به امیر نشان داده است. این مسئله سبب شده‌بود که نمایندگان بریتانیا در افغانستان او را مأمور دولت روسیه بپندارند. او در آنجا سعی کرد که امیر را به اتحاد با روسیه و مخالفت با بریتانیایی‌ها وادارد. گزارش‌های دولت استعماری هند و مجموعه منابع چنین می‌نمایاند که سید در افغانستان به مانند غریبه‌ای بوده است و فارسی را با لهجه ایرانی صحبت می‌کرده است. شیخ ابوالهدی به او لقب «متأفغن» (به معنی کسی که ادعا می‌کند افغان است) داد و تلاش کرد هویت شیعی او را آشکار سازد.
به‌گفتهٔ آسانته، استاد آفریقاشناسی دانشگاه تمپل، در سال ۱۸۵۸ یک جاسوس بریتانیایی در گزارشی سید جمال را مشکوک به بودن مأمور روسیه گزارش می‌کند. این مأمور بریتانیا نوشته است که جمال‌الدین به شیوه ترکان نوغایی در آسیای میانه لباس می‌پوشیده است. گزارش‌های دولت افغانستان می‌نویسند که سید جمال بیشتر شیوه زندگی یک غربی را داشته است تا یک شرقی، او شخصی لیبرال بوده و مقید به اجرای فرایض دینی نبوده است؛ مثلاً فرایض ماه رمضان را به جا نمی‌آورده است. به گفته آسانته، سید جمال در قاهره از نوشیدن کنیاک لذت می‌برده است. او یکبار در سال ۱۸۷۹ از لژ ماسونی در قاهره بیرون انداخته‌شد زیرا در ملاعام وجود خدا را انکار کرده بود.
در نقطه مقابل منابع دیگری سید جمال‌الدین اسدآبادی را فراماسون و حامی غیر مستقیم منافع انگلستان دانسته‌اند.
روبرت دریفوس در کتاب «بازی شیطانی» در مورد سید جمال‌الدین اسدآبادی می‌نویسد: «مردی که در ۱۸۸۵ متشکل ساختن جنبشی پان اسلامیستی با هدایت بریتانیا را پیشنهاد داد کسی نبود جز «سید جمال الدین اسدآبادی». از دههٔ ۱۸۷۰ تا دههٔ ۱۸۹۰ سید جمال الدین از سوی بریتانیا حمایت شد. دست‌کم یکجا در اسناد رسمی و پرونده‌های محرمانه سرویس جاسوسی دولت هند، پیشنهاد سید جمال‌الدین اسدآبادی در ۱۸۸۲ در هند مبنی بر این‌که به عنوان جاسوس بریتانیا در هند به خدمت درآید، آمده است.»
همچنین اسماعیل رائین در کتاب مشهور خود فراموش‌خانه و فراماسونری در ایران می‌نویسد: «سید جمال‌الدین اسدآبادی معروف به افغانی، یکی از فراماسون‌های اولیه ایران است که در ۹ لژ ماسونی عضویت داشت. او در لژ فراموشخانه ملکم رئیس لژ و ویزیتور بوده است…»

## نقدها
سید هادی خسروشاهی در کتاب فیلسوف معاصر سید جلال الدین آشتیانی و نهضت مقاومت ملی جمعیت متاع، به نقل از سید جلال الدین آشتیانی اینگونه می‌گوید:
سیدجلال‌الدین در مورد سید جمال‌الدین حسینی (اسدآبادی ـ افغانی) معتقد بود که «سیاسی‌کار» بود و «خیلی هم ملاّ نبود» و در «فلسفه» هم دستی نداشت و شاهکار وی، رساله‌ای در ردّ دهریین (دهریوّن)، است که اگر بخوانید، می‌بینید که «پُرمحتوا نیست!»
از دیگر نقدهای وارد بر فعالیت‌های سید جمال، بی‌توجهی به جایگاه و نقش توده‌های مردم در مبارزه و تمرکز بر روابط با سران حکومت‌ها و نخبگان سیاسی در بسیاری از مقاطع است، که موجب ابتر ماندن و ناکامی بخش زیادی از تلاش‌های وی گردید. کسروی، تاریخ‌نگار، در کتاب تاریخ مشروطه ایران اگرچه شجاعت و مبارزه او با خودکامگی را ستوده اما گفته است که او راه را به‌درستی نمی‌شناخته و به‌جای کوشش برای «بیدار ساختن مردم و پیراستن اندیشه‌ها»، از این دربار به آن دربار می‌رفته است.
خودِ سید جمال در این رابطه اظهار می‌دارد:
افسوس می‌خورم از اینکه کشته‌های خود را ندرویدم… ای کاش من تمام افکار خود را در مزرعه مستعد افکار ملت کاشته بودم. چه خوش بود تخم‌های بارور و مفید خود را در زمین شوره زار سلطنت فاسد نمی‌نمودم. آنچه در آن مزرعه [مردم] کاشتم به ثمر رسید و هر چه در این کویر [سلاطین و نخبگان حکومتی] غرس نمودم فاسد گردید.

## آثار
- رساله نیچریه
- مقالات در روزنامه «عروةالوثقی»
- مقاله در رد خطابه ارنست رنان
- نامه‌ها
- مقالات در نشریه «ضیاءالخافقین»
- تتمة البیان فی تاریخ الافغان
- رساله در ردّ دهریین

تاریخ مختصر ایران از ابتدا تا زمان سید جمال،
و نیز کتاب‌ها و رسائلی دیگر که منقح‌ترین و کامل‌ترین چاپ آن‌ها توسط سید هادی خسروشاهی صورت گرفته است.